# Мужчиль Олег Володимирович
Олег Володимирович Мужчиль (відомий також як Дорже Жамбо Чойдже-лама, «друг Лісник», Сергій Аміров, народився 29 листопада 1965 року у Донецьку, Україна — загинув 9 грудня 2015 року в Києві) — український релігійний діяч, буддист. Голова буддійського товариства «Ваджра». Майстер бойових мистецтв — мав вищий ступінь в бойових мистецтвах Сьоріндзі-кемпо та Кобудо, розвідник-диверсант під час Російсько-української війни. Убитий співробітниками Служби безпеки України під час спецоперації з припинення діяльності керованої ним диверсійно-розвідувальної групи як терорист.
У «Фейсбуці» писав під іменем Сергій Аміров.

## Життєпис

### Молоді роки
Олег Мужчиль мав циганське коріння. Він стверджував, що його бабуся була циганкою за походженням, виховала його та передала йому свої знання лікарських трав. Існує твердження, що батько Олега Мужчиля працював у Головному розвідуправлінні Міністерства оборони СРСР..
За деякими даними, під час строкової служби в армії Мужчиль потрапив до частин спеціального призначення, був командиром розвідгрупи. Після повернення з армії не знайшов себе у цивільному житті. Повідомлялося також, що він певний час відбував тюремне покарання за квартирну крадіжку. Зокрема, стверджують про трирічний термін ув'язнення в Харківській області.
Олег Мужчиль закінчив лісотехнічний технікум, був техніком-лісоводом, поки не став буддистом, звідки і його позивний «Лісник». Свою практику як випускник лісового технікуму проходив в районі міста Щастя під Луганськом. Спочатку захопився бойовими мистецтвами, в тому числі, карате, якого навчався в Донецьку у Петра Шерекіна, Сходом як таким, почав вивчати японську мову. Потім зацікавився східною філософією, а через неї — психологією, методами психорегуляції, психоінженерією. Був акваріумістом, «розказував, як неймовірно дорого коштує тримати акваріуми з морськими рибами і водоростями, і як заробляють (і як ризикують) контрабандисти, які переправляють сюди екзотичних морських риб і рідкісні корали».

### Імовірна участь у збройних конфліктах
У мережі було поширено уривок з фільму Георгія Гонгадзе «Тіні війни», в коментарях до якого стверджувалося, що це молодий Олег Мужчиль читає свій вірш під час перебування у складі УНСОвського батальйону «Арго» в Грузії 1993 року. Проте друзі Мужчиля заявили, що цей український доброволець не схожий на «Лісника» ні зовні, ні голосом, і в них немає жодної інформації про те, що «Лісник» узагалі брав участь у тій війні..
За його власними словами, ветеран другої чеченської війни, воював на боці Ічкерії, мав високий рівень бойової підготовки та величезний досвід.. За іншими даними, учасник першої чеченської війни. Розповідав, що перебував у російському ув'язненні.
Його не раз арештовували. Сидів у «Матроській тишині». Розказував, що там усюди килими і абсолютна тиша, яка діє на психіку краще за будь-які тортури. Кілька тижнів такого сидіння в «одиночці» - і переважна більшість людей готові розказати слідчим усе завгодно - просто за право поговорити з живою людиною... Він не без захвату розповідав, як одного разу в Росії його намагалися «розколоти» справжні професіонали. Йому підставили освіченого буддиста (або спеціаліста з питань буддизму), який побував у тих самих священних місцях, їм було про що поговорити. Під час спілкування «буддист» час від часу вживав терміни, які стосуються іншої релігії - не пам'ятаю, можливо, індуїзму чи даосизму. Людина, для якої буддизм - лише поверхнево вивчена шпигунська легенда, ні за що не помітила б цього нюансу. Але Лісник, справжній буддист, одразу це помітив і зрозумів, що це підставна особа, яка намагається вивести його на чисту воду. «Ось так потрібно працювати», - казав він..
Журналістка Наталія Світанок поширила непідтверджену інформацію, за якою за дії Мужчиля проти Росії у другій чеченській війні Генеральний секретар ООН Бан Кі Мун називав його одним із найнебезпечніших терористів світу.. Пізніше навіть прихильники Мужчиля висловили сумніви з цього приводу. Також заявлялося, що Олег Мужчиль — кавалер чеченського Ордена Мужності, який він буцімто отримав особисто від Джохара Дудаєва.

### «Тризуб»

Олег Мужчиль. 2010 рік

Мужчиль запевняв, що буддизм — це одночасно його прикриття, а мандри буддійськими монастирями є його легендою.
На початку 1990-х років він був осавулом Кальміуської паланки Українського козацтва. Згодом розчарувався в козацькому русі й проголосив його рядженими, переключившись на буддизм.
Крім того, від початку 1990-х років «Лісник», як він сам стверджував, займався розвитком націоналістичного руху на Донбасі. Був сотником ВО «Тризуб» імені Степана Бандери. У вересні 1995 року в лісі на Донеччині міліція затримала трьох учасників його вишколу з ножами та армійськими багнетами. Четвертому вдалося уникнути затримання. У Олега Мужчиля було вилучено робочий конспект із записами, які привернули увагу правоохоронців:
«Час — 72 години; серпень — вересень. Місце — Великоанадольський ліс. Мета — відпрацювання прийомів виживання у лісі»..
Далі в конспекті йшов перелік прийомів, серед них:
«...Встановлення пасток мисливських, встановлення пасток бойових, маскування, сигналізація і облаштування місця стоянки; безшумне пересування, підкрадання до вартового, зняття вартового, різні види маскування; наслідування крику птаха».
Увагу правоохоронців привернули також інші пасажі з конспекту:
«Протирозшукові заходи: знищення і приховування трупа; захист від дактилоскопічного впізнання; захист від розшуку собаками. Спецзасоби: протирозшукові хімічні реактиви; вибухові речовини, їхнє виготовлення і зберігання; вибухові пристрої, їхнє виготовлення та встановлення; отруйні речовини і їхнє застосування. Транспорт: викрадення, захоплення, догляд і ремонт (мотоцикли, легкові, вантажні автомобілі). Спецнавики: проникнення до житла; правила обшуку; кишенькова справа; техніка допиту. Вогнева підготовка: стрільба з пістолета, рушниці, автомати, догляд за ними; гранати. Силова підготовка: підтягування (108 раз); віджимання (108 раз); жим від грудей (108 кг). Знищення живої сили противника: зняття вартового ножем ззаду — «навалюванням», ножем зверху на горло, з перерізанням горла; спереду — «добування», «нахльостом», «перерізанням», «гаком»; знищення на ходу ззаду, спереду, захоплення, знищення оглушенням ззаду, спереду; задушення ззаду».
Записів релігійного змісту в конспекті не було. Зате анонсувалися подальші тренування:
«Навчання «Місто»

час: 72 години. Листопад — грудень.

Місце: м. Донецьк.

Мета: відпрацювання прийомів конспіративній діяльності.

Визначення стеження і відрив від нього; стеження активне, стеження стаціонарне; оволодіння таємною мовою; закладка інформації в тайник; вилучення інформації зі схованки; передача інформації через маяк; тайнопис і шифрування; прихована передача письмового повідомлення методом «кишені»; передача вантажу контактна. Відпрацювання прийомів виживання в місті: житло, вода, їжа, прихований відхід по зал. д.».
Попри те, що Мужчиль запевняв про суто мирну мету цих тренувань, а саме підготовку членів його спортивної секції до служби в Збройних Силах з диверсійним ухилом, було висунуто припущення, що ченці готувалися до занять рекетом. Проти них було порушено кримінальну справу за статтею 222 КК України — «за незаконне зберігання, придбання і збут холодної зброї».

### «Правий сектор» і АТО

Олег Мужчиль, табір Добровольчого українського корпусу «Правий сектор», 2014 року

В інтерв'ю Мужчиль говорив, що сам брав участь у мітингах проти Януковича в Донецькій області, з того моменту, як в Києві почалися бої на вулиці Грушевського. «Лісник» заявляв, що, відповідаючи в «Правому секторі» за розвідку, він буцімто знав про підготовку вторгнення російських військ до Криму ще за два тижні до самого вторгнення, і доповідав про це керівництву. Згідно з активістом «Правого сектору» Ігорем Загребельним, коли розпочалася російська агресія, Аміров-Мужчиль займався диверсійно-розвідувальною роботою проти окупантів та місцевих заколотників-сепаратистів.
З початку війни на Донбасі Мужчиль пішов розвідником у «Правий сектор». За словами журналістки Наталії Світанок, разом із бійцями громив бойові колони росіян, роблячи вилазки навіть у Ростовську область. За весь час російсько-української війни на передовій під керівництвом Мужчиля у бійців не було жодного загиблого. Начебто саме його загін знищив «ДНРівських» ДАІшників у 2014 році. Журналістка Олена Білозерська стверджувала, що Мужчиль начебто очолював кілька автономних груп, які з початку війни активно працювали на окупованих територіях і навіть на території Росії.
Дещо інакшими є спогади Дмитра Яроша про появу й діяльність Мужчиля:
Був серпень 2014 року, ми тільки вийшли з-під Савур-могили і він з’явився на базі 5-го батальйону ДУК ПС. Сказав, що має бажання долучитися до нашої фронтової діяльності. Мене це зацікавило, бо він був місцевий і люди зі знаннями терену були дуже потрібні. Якраз прийшла розвідувальна інформація, що в районі Оленівки катаються російські «Тигри». Відповідно, було прийняте рішення відправити у цей район нашу ДРГ для влаштування засідки на російських окупантів. Почалася робота: група вийшла, Олег пішов у головному дозорі й десь загубився… Завдання виконане не було. Після цього, разом зі зброєю та ПНБ, які йому були виділені, він зник. За деякий час з’явився в тилу на наших вишкільних базах і був залучений посадовими особами ДУКу до розгортання відділу розвідки. Успіхів у нього на цьому поприщі не було… Але спостерігав інше: непоборне бажання перевести ДУК ПС з боротьби із зовнішнім ворогом (для чого Корпус і створювався) на терористично-диверсійну діяльність проти існуючої влади, тобто знищити унікальне добровольче загальнонаціональне явище.
Є твердження, що у травні 2015 року Мужчиль отримав медаль «За оборону рідної держави».
Феноменальних медичних навичок «Лісника», про які багато говорилося, у таборі «Правого Сектору» за кілька місяців ніхто не помітив.
Деякий час він керував 1-м розвідувальним відділом Добровольчого українського корпусу «Правий сектор», але 29 квітня 2015 року він сповістив, що накази Дмитра Яроша його більше не цікавлять, і він буде коритися лише іншому командирові формування — Андрієві Стемпіцькому.
У записах «Лісника» на його сторінці в Facebook вже з початку 2015 року наростало невдоволення — як владою в Україні, так і керівництвом «Правого сектора».
Під час подій у Мукачеві, де в епіцентрі конфлікту навколо контрабанди опинилися бійці «Правого Сектору», Мужчиль у таборі Добровольчого українського корпусу заявив, що вони будуть діяти відповідно до наказів і інструкцій. Одночасно у соціальній мережі під іменем Сергія Амірова він оголосив наказ: «Вважати підрозділи і співробітників МВС, СБУ і ін., що зараз ведуть бій з підрозділами Правого Сектору, блокують їх чи якимось чином беруть у тому участь — державними злочинцями, які підлягають роззброєнню, а у разі спротиву — знищенню. У разі спроб затримання чи роззброєння відкривати вогонь на ураження».
31 серпня 2015 року він офіційно заявив, що припиняє співпрацю з «Правим сектором».

### Тероризм
У своїх дописах «Лісник» досить жорстко критикував владу, а також робив прозорі натяки на те, що за вибухами біля магазинів «Рошен» стоять його однодумці. 9 грудня о 06.42 він розмістив на своїй сторінці у Facebook посилання на всеукраїнський сайт новин, а також коментар, який залишив під новиною про вибух у Харкові в ніч з 8 на 9 грудня біля магазину «Рошен» в ТРЦ «Дафі»: "поки пецінни пси не видалили, там було попередження з координатами акції з часом створення 00.00 09.12.2015 і текстом:
«УПА
закладено: 00.00. 09.12.2015.
м. Харків,
магазин „Рошен“,
заряд: граната РГД-5»".
Пізніше силовики підтвердили, що біля дверей магазину вибухнула саме така граната. Крім того, в тому ж пості Мужчиль розмістив посилання на сайт «Спротив», де відповідальність за інцидент на себе бере така собі «харківська бойова група УПА» «на знак протесту проти політичних репресій внутрішньо-окупаційного режиму». Ще через годину Мужчиль написав на своїй сторінці, що «день почався позитивненько», і порадив дивитися новини нижче.

## Буддист

Олег Мужчиль у рясі ченців Шаоліня, 2010 року

У 1987 році, за його словами, прийняв Прихисток в Трьох Коштовностях як мирський послідовник від Вчителя Дарма Доді, лами Іволгинського дацана «Гандан Даші Чойнхорлінг» (Бурятія) і став його учнем. У цьому ж році отримав посвячення в практики Школи Ньїнґма-па й таємне тибетське бойове мистецтво мак-цзал від іншого лами — Наставника Чойчена Дорже Чабченба-лами. 20 травня 1989 року прийняв від Наставника буддійське чернецтво Школи Ньїнґма-па.
У 1991 році очолив і зареєстрував першу в Україні соборну буддійську громаду — «Махасангха». У 1992 році створив і зареєстрував три обласних буддійські громади Школи Ньїнґма-па — в Донецькій, Луганській та Харківській областях. У 1993 році створив і став настоятелем першого і поки єдиного в Україні діючого офіційно буддійського монастиря — Шейчен-лінг — в селищі Ольгино Волновахського району Донецької області. З 1993 року обраний Предстоятелем (Чойдже-ламою) Духовного управління буддистів України, в яке на сьогодні входить понад десять офіційно зареєстрованих буддійських громад в місті Києві, Донецькій, Запорізькій, Луганській та Харківській областях. Щоправда, відвідувачі буддійського форуму у квітні 2009 року звернулися з запитом до Шечен — одного з шести основних монастирів Школи Ньїнґма-па тибетського буддизму. Настоятель монастиря сьомий Шечен Рабджам Рінпоче відповів, що він ніколи не бачив цієї людини й побоюється, що він не є правильним вчителем. Крім того, Рінпоче повідомив, що він ніколи не чув про бойові мистецтва Тибету, вони їх не мають, у своєму монастирі вони використовують практики йоги, такі, як Тса Лунг, і нічого більше.
У відповідь на запит щодо Чойчена Дорже Чабченба-лами МВС Республіки Бурятія повідомило, що людина з таким іменем ніколи не мешкала в Бурятії й не відвідувала її у 1980-ті чи 1990-ті роки. Сумніви викликає й прийняття ним чернецтва, тим більше, що Іволгинський дацан у цей час не проводив навчання. Для того, щоб відкрити монастир і дарувати обітниці ґелонґів, необхідно щонайменше чотири ченці-ґелонґи, що бездоганно дотримуються обітниці протягом принаймні десяти років, але їхні імена Дорже Жамбо назвати відмовився. Мужчиль проводив сумнівні семінари, наприклад, «Психологічні основи буддійських практик». Серед тем семінару були заявлені «Основи сучасної псіхоінженерії», «Базові психологічні моделі роботи зі свідомістю в буддизмі» й «NLP і буддійська тантра». Дорже Жамбо Чойдже-лама відкрито носив на шиї чотки, що не прийнято ні в тибетській, ні в монголо-бурятській традиції буддизму. Також критики з боку буддистів зазнав ритуальний одяг Олега Мужчиля, що виявився не тибетським, а рясою ченців Шаоліня.
Бурятський правозахисник і релігійний діяч Доржо Дуґаров, який брав активну участь у розвінчанні вигадок Мужчиля в буддійському середовищі України й Росії, характеризує його релігійну діяльність наступним чином:
Треба відзначити, що харизмою він володів вражаючою. Його бізнес-модель екзотичного лайт-буддизму, заснованого на красивих легендах про далеку й екзотичну Бурятію, була дуже успішною. Його розмаху позаздрило б багато лам-бізнесменів сучасної Бурятії. Все б добре і навіть непогана реклама для нашої республіки, але буддизм був у нього цілком і повністю фальшивим.
Подібні думки висловлював і Євген Іхельзон, журналіст і блогер, виходець з Донецька, котрий знав Мужчиля з початку 1990-х років:
Олег був нам відомий, як Дорже Жамбо з 1991 року, він один із засновників першої в Донецьку буддійської громади. Його інтерес до буддизму був щирим і непідробним, він практикував вчення буддизму, нам є за що сказати йому «спасибі». Однак, із моєї точки зору, тільки нестримно марнославна людина може стати буддійським ченцем-самозванцем, яким і був Дорже Жамбо. Можливо, це стане одкровенням для його учнів, але вони вчилися у людини, яка придумала свою біографію, всі його історії були брехнею. Чернече ім'я і школу він придумав сам, таке трапляється в країнах, де люди є невігласами й не можуть перевірити. Проте, хочеться вірити, що людина, яка одягає «одяг Будди», робила це зі щирими намірами. Зі свого боку, я жалкую, що знав це і мовчав, щоб не конфліктувати публічно. Підкреслюю, що він не виписався з буддистів, як із «Правого сектора», заднім числом. Він був таким, як є..
Серед місцевого населення, переважно православного, ширилися чутки, що начебто базувались на свідченнях «визволених» родичами адептів, про розбещення в монастирі неповнолітніх, використання гіпнозу та спонукання послушників до проституції й гомосексуальності. 2005 року Олег Мужчиль дав інтерв'ю журналу КВІР, передруковане на Російському сервері ґеїв, лесбійок, бісексуалів і трансексуалів «Gay.ru», де запевнив у лояльному ставленні буддизму до одностатевих стосунків і засудив гомофобію, яка, на його думку, «негативно впливає на людей». Проте, на думку буддистів, лояльна позиція Дорже Жамбо стосовно гомосексуальності не відповідає ні викладеного в ламрімі Чже Цзонкапи, ні текстам Ньїнґма-па. Вони визнали все це індивідуальними міркуваннями Олега Мужчиля, які не варто було видавати за дхарму.
Аналогічний висновок було зроблено й щодо бойового мистецтва мак-цзал: воно є авторською розробкою Дорже Жамбо, термінологію ним було взято з тибетсько-російського словника Юрія Реріха, як і назву стилю та імена ченців ордену, техніку запозичено з карате-до й брошур із у-шу 1980-х — 1990-х років.. За деякими даними, буддійська організація Мужчиля була замкнутою тоталітарною структурою, що збагачувалася за рахунок послушників і їхніх родин.
Дорже Жамбо дуже цікавив шлях до влади. На тренінгах з нейролінгвістичного програмування він навчав, що владу потрібно брати силою: «Виборна влада — вона не є реальною, запам'ятайте. Якщо вас вибрали, якщо не ви зробили, щоб вас вибрали, а просто за вас проголосували, а ви, типу, „ну давайте“ — це не влада.».
Максим Абрамовський, відомий також як «Максим Абрамов» і «Палестинець», один із найбільш наближених учнів Мужчиля в буддійській громаді та його підлеглий у націоналістичних організаціях, став активістом терористичного ополчення, співробітником контррозвідки ДНР.

## Смерть
9 грудня 2015 року начальник ГУВКР Департаменту контррозвідки СБУ Сергій Левченко надіслав начальнику Головного слідчого управління СБУ Григорію Остафійчуку листа, в якому пропонував відкрити процесуальне провадження щодо Мужчиля, його подільника Валерія «Ката» Вишневецького, а також громадян РФ Павла Пятакова, Ольги Шевельової та Анастасії Леонової, через «готування терористичних актів на території України шляхом вчинення вибуху із застосуванням саморобних вибухових засобів, застосування гранат та стрілецької зброї».
У ніч на 10 грудня 2015 року в Оболонському районі Києва співробітники СБУ провели спецоперацію «з припинення діяльності диверсійно-розвідувальної групи, під час якої було вбито ватажка ДРГ». Згодом стало відомо, що «ватажка ДРГ» звали Олег Мужчиль. Служба безпеки України не розкривала його даних, але діяч «Правого сектору» Ігор Загребельний назвав його прізвище, уточнивши, що інформація не перевірена. У самому «Правому секторі» спершу не змогли підтвердити або спростувати цю інформацію, заявивши, що СБУ не показало фотографію особи вбитого лідера групи. Прес-секретар «Правого сектору» Артем Скоропадський (Бичков) пояснив, що організація вже півроку не має до нього жодного стосунку, як і він до них..
Згодом ЗМІ вдалося достеменно встановити, що йдеться саме про Мужчиля. Він мав три паспорти з різними іменами. Відповідно до слів Петра Шуклінова, саме він був керівником диверсійно-розвідувальної групи і неодноразово їздив до Росії за підробленими паспортами. А в його планах було проведення кривавих терористичних актів проти мирного населення. Під час обшуків спецслужба вилучила вісім саморобних вибухових пристроїв, чотири кілограми тротилу, автоматичну зброю, понад сорок гранат і близько двох тисяч патронів, а також компоненти вибухових пристроїв і засобів ураження.. Згідно з заявою Служби безпеки, головним завданням диверсійних груп у столиці було дестабілізувати ситуацію в Україні. І знешкоджена група на Оболоні, судячи з вилученої в них зброї, готувала теракти в громадських місцях. «З огляду на кількість тротилу і характер вражаючих елементів, плановані теракти передбачали максимальну кількість жертв», — розповіла прес-секретар СБУ Олена Гітлянська. Припускають, зокрема, що диверсійно-розвідувальна група могла планувати вибухи в київському та харківському метро.. Також затримано було трьох диверсантів, які виявилися громадянами Росії., і чотирьох громадян України. Посольство Росії в Україні отримало підтвердження від Міністерства закордонних справ України, що в рамках спецоперації по знешкодженню диверсійної групи в Києві були затримані громадяни РФ. «Посольство РФ отримало повідомлення від української сторони про затримання російських громадян і в даний час готує документи про отримання доступу до затриманих», — заявив прес-секретар посольства РФ в Україні Олег Гришин. Встановлено, що цими російськими громадянами є 36-річна москвичка Ольга «Хільда» Шевельова й уродженець Владивостока, 31-річний радикал Павло «Рагнар» П'ятаков, що знімали квартиру на сусідній вулиці, а також москвичка Анастасія Леонова.
Ольга Шевельова раніше працювала у відомчій газеті державної корпорації РФ з атомної енергії «Росатом». За твердженням деяких ЗМІ, ще під час роботи спеціалістом у «Росатомі», Шевельова повідомляла представникам ФСБ інформацію про співробітників корпорації, які мали різкі висловлювання та невдоволення на адресу Володимира Путіна. Вона мала псевдонім «Ліквідатор» і була впроваджена спецслужбами в одну з заборонених на території Росії організацій, де й познайомилася з «Лісником». За версією білоруського журналіста Василя Семашка, Ольга, навпаки, втомившись від буденного життя, прагнула пограти в розвідку, й цим скористався Мужчиль.
П'ятаков, який називав себе націонал-революціонером і мріяв про революцію задля побудови ідеального суспільства без держави й олігархів, у своїх статтях закликав до революційного терору. Відомо, що на базі вони демонстративно виконували лише вказівки Лісника, нікому більше не підкорялися. Разом із ним вони пішли з «Правого сектору». Їм висунуте звинувачення в участі в диверсійній теристичній групі, підготовці терористичних актів, незаконному зберіганні зброї.Їм висунуте звинувачення в участі в диверсійній теристичній групі, підготовці терористичних актів, незаконному зберіганні зброї.
Начальник ЦСО «Альфа» генерал-майор Олександр Устименко описує цю спецоперацію наступним чином:
Оперативна інформація: підозрюваний знаходиться на Оболоні за конкретною адресою. Мешкає в одній квартирі з господарем квартири, дружиною господаря і малолітньою дитиною. Інші члени групи Мужчиля мешкали поруч. Інформація була про двох-трьох людей із вогнепальною зброєю. Плюс жінка, яка проживала на Лівому березі. Ось вам склад групи.

На етапі планування було прийнято однозначне рішення про неприпустимість дій оперативників у квартирі. З урахуванням всіх невідомих величин — це був крайній варіант і виключався. За наявними даними, Мужчиль повинен був виїздити до Харкова, де готувався теракт. Викликав таксі. Ми пропрацювали легенду. Взяли «швидку допомогу», в якій розмістили штурмову групу. Коли чоловік у темний час доби підійшов до таксі, було складно впізнати, Мужчиль це був чи ні. Чоловік переговорив із таксистом, сів і поїхав. «Швидка» природним чином заблокувала проїзд, вийшли наші хлопці і затримали чоловіка в таксі. Виявилося, що це не Мужчиль, а господар квартири.

Побіжне опитування чоловіка дав нові дані: в квартирі Мужчиля немає, там тільки дружина і дитина, а де Мужчиль - він не знає. Для перевірки інформації група разом з цим чоловіком піднялася на поверх — у штурмовому одязі, зі щитами заблокували сусідні поверхи. Господар квартири відкрив передбанник, погукав дружину. Вона вийшла, двері залишилася відкрита, дитина перебувала в коридорі. Діалог між ними був досить гучний..
На запитання, про що говорили, Устименко відповів:
Про те, щоб дати оперативникам можливість зайти в квартиру для проведення слідчих дій. При цьому дружина перебувала біля відкритого дверного отвору, дитина бігала по коридору всередині квартири, наші хлопці були зовні квартири. Дружина каже — нікого в квартирі більше немає. Господар першим заходить у квартиру, відразу за ним заходить наш співробітник. І тільки боєць перетинає поріг —постріл. Смертельний для бійця Альфи. Співробітник, який стояв поруч, миттєво відреагував і відкрив вогонь у відповідь. Господар квартири забіг углиб квартири, дитина слідом. Група евакуювала пораненого співробітника, дружину. Через якийсь час господар квартири, залишивши свою дитину там, виповз у коридор. За ним група під прикриттям щитів евакуювала дитину. От і все. ...Те, як діяли бійці — я вважаю, співробітники Альфи мали повне право на вогонь у відповідь...
Під час спецоперації Олег Мужчиль, першим відкривши вогонь, вбив одного і поранив іншого бійця спецпідрозділу СБУ «Альфа». Загиблий, 38-річний підполковник СБУ Андрій Кузьменко, служив заступником начальника одного з відділів ЦСО «А». У нього залишилося двоє дітей. У Центрі спеціальних операцій пропрацював 15 років, користувався беззаперечним авторитетом і повагою у співробітників і керівництва Служби. З перших днів перебував у складі оперативних сил АТО. Влітку попереднього року брав участь в боях за аеропорт під Краматорському, особисто підняв над позиціями український прапор. Президент України Петро Порошенко висловив співчуття родині загиблого бійця й доручив їй надати матеріальну допомогу. За визначні заслуги у захисті державного суверенітету та зміцненні національної безпеки, особисту мужність, виявлену під час виконання службового обов'язку, сумлінне і бездоганне служіння українському народові Петро Порошенко посмертно нагородив Андрія Кузьменка орденом Богдана Хмельницького III ступеня. Дізнавшись про загибель підполковника Андрія Кузьменка, Дмитро Ярош приніс співчуття генерал-майору Олександру Устименку. За його словами, «говорив щиро, бо переконаний, що Офіцер, який віддав своє життя в бою, до кінця виконав Обов'язок перед Нацією і Державою».
Орден Богдана Хмельницького III ступеня за проведену спецоперацію отримали також співробітники СБУ підполковник Віктор Скарбенчук і полковник Максим Якименко. Орденом «За мужність» III ступеня Президент нагородив старшого лейтенанта Вадима Алексєєва і старшого прапорщика Руслана Полиновського. Орденом Данила Галицького нагороджено підполковника Валентина Кузьменка і полковника Сергія Ткачука.

## Поховання
В той же час 11 лютого 2016 року на будинку по вулиці Лайоша Гавро, 1а, де відбулося знешкодження терористичної групи, людьми, що назвали себе побратимами Олега Мужчиля, було встановлено меморіальну дошку «Лісникові». Попри вимоги буддистів видати їм тіло Мужчиля для кремації й поховання на території монастиря, згідно з його заповітом, Генпрокуратура та СБУ відмовилися це зробити, мотивуючи, що можуть віддати тіло лише родичам. Воно було захоронене як незатребуване. На час, коли адвокати сестри Мужчиля звернулися з відповідним проханням, він уже був похований за державний рахунок на Північному кладовищі, факт поховання засвідчили співробітники СБУ. Поховання виявив і впорядкував учень і однодумець Мужчиля Сергій Андрійчук.

## Реакція на загибель
Голова Української Національної Консервативної партії, політолог Олег Соскін оголосив Мужчиля «українським націоналістом», «одним із засновників „Тризуба“», учасником чеченської війни й заявив, що потрібно створити у Верховній Раді тимчасову слідчу комісію з розслідування цієї спецоперації СБУ.
Опонент у релігійних суперечках Доржо Дуґаров відгукнувся на смерть Мужчиля так:
Мені важко судити зараз про нього. Я завжди був проти радикальних насильницьких заходів. Але знаючи його біографію й авантюризм, погоджуся з одним - мабуть, це було закономірно, скотитися до радикалізму - чи то на боці проросійських терористів, чи то на боці захисників України. Значить і закономірний кінець, бути зачищеним спецназом своєї ж країни.
Спецоперацію СБУ було піддано критиці. Було заявлено, що начебто знайдений в квартирі комплект вибухівки був опізнаний деякими співробітниками СБУ як такий, що раніше вже фігурував у двох чи трьох затриманнях. Юрист Олег Володарський (Паткін) також стверджував, що спецоперація не була санкціонована судовим рішенням, а «Альфа» зайшла до квартири без опізнавальних знаків. Бійці «Альфи» буцімто використовували господаря квартири Валерія Кукеля як живий щит. Після перших пострілів і свого поранення Лісник крикнув, що здається. Після цього він начебто був добитий спецназівцями. У тілі Олега Мужчиля, за словами Володарського, було знайдено 24 кульових поранення. Його поховання він визначає як незаконне й таємне.
Захист у цій справі вела група адвокатів юридичної компанії ТОВ «Спадщина-Капітал», генеральним директором якої є Олег Володарський (Паткін). Уродженець Москви, він має сумнівну репутацію, неодноразово був судимий, перебував у розшуку й не має української освіти, пов'язаної з даним видом діяльності. За твердженням журналістів, у Єдиному реєстрі адвокатів України він не перебуває, а його юридична компанія не розташовується за адресою, вказаною в документах.
За даними московського журналіста Павла Канигіна, напередодні обміну полоненими, що відбувся 27 грудня 2017 року, серед тих, чиєї видачі вимагали бойовики, виявилися і Павло П'ятаков, Ольга Шевельова та Анастасія Леонова — так звані «члени групи Лісника».
У соціальних мережах наприкінці 2015 року з'явилися заяви від людей, які називали себе побратимами Мужчиля. У них вони брали на себе відповідальність за вибух у крамниці «Рошен» в Харкові, розповідаючи, що 9 грудня опівночі з ініціативи Мужчиля заклали заряд гранати РГД-5 в харківський магазин фірми, обіцяли подальші теракти й розправу над убивцями свого ватажка. Загиблого підполковника СБУ Андрія Кузьменка в заявах називали «фашистом» і були задоволені тим, що його родина отримала «достатнє покарання».
У 2024 році у Видавництві Марка Мельника вийшла книга спогадів про Олега Мужчиля «Лісник. Людина-таємниця» (упорядники — Михайло Агафонов, Сергій Триліс) .